# Synoicum chrysanthemum
Synoicum chrysanthemum är en sjöpungsart som beskrevs av Kott 1992. Synoicum chrysanthemum ingår i släktet Synoicum och familjen klumpsjöpungar. Inga underarter finns listade i Catalogue of Life.